# RNAポリメラーゼI
RNAポリメラーゼI（英: RNA polymerase I、略称: Pol I）は、高等真核生物ではリボソームRNA（ただしRNAポリメラーゼIIIによって合成される5S rRNAを除く）のみを転写するポリメラーゼである。このタイプのRNAは、細胞内で合成されるRNAの総量の50%以上を占める。

## 構造と機能
Pol Iは14種類のタンパク質サブユニット（ポリペプチド）から構成される590 kDaの酵素で、出芽酵母Saccharomyces cerevisiaeのPol Iの結晶構造が2013年に2.8 Åの分解能で解かれている。サブユニットのうちの12種類は、RNAポリメラーゼII（Pol II）やRNAポリメラーゼIII（Pol III）にも同一または対応するサブユニットが存在する。他の2つのサブユニットは、Pol IIの転写開始因子と関連しており、Pol IIIにも構造的ホモログが存在する。
リボソームDNA（rDNA）の転写は核小体に限定されており、核小体形成域には42.9 kbのrDNA遺伝子の約400コピーが縦列反復（タンデムリピート）構造で配置されている。各コピーは、18S、5.8S、28S RNA分子をコードする約 13.3 kbの配列を含んでおり、これらの間には internal transcribed spacer（ITS1、ITS2）、上流には 5' external transcribed spacer、下流には 3' external transcribed spacer と呼ばれるスペーサー領域が位置している。これらの要素は一緒に転写されて45S pre-rRNAを形成する。45S pre-rRNAはその後、C/D box、H/ACA box snoRNAによって切断され、一連の複雑な段階を経て2つのスペーサー領域が除去されて3つのrRNAが形成される。5S rRNAはPol IIIによって転写される。Pol Iによる転写は単純であるため最も速く働くポリメラーゼであり、対数増殖期にある細胞では細胞内の転写の60%までを占める。
Saccharomyces cerevisiae では、5S rDNAがrDNAリピートの内部に存在するという例外的な特徴を持つ。5S rDNAは転写されないスペーサー領域（NTS1、NTS2）と隣接しており、rDNAの残りの部分とは別にPol IIIによる逆向きの転写が行われる。

## rRNAの転写の調節
細胞成長の速度はタンパク質合成の速度に直接的に依存しており、タンパク質合成速度自体はリボソームの合成とrRNAの転写と複雑に関連している。そのため、細胞内のシグナルによってrRNAの合成とタンパク質の翻訳の他の要素の合成を調整する必要がある。MycはヒトのrDNAに結合してPol Iによる転写を促進することが知られている。rRNAの合成とPol Iによる転写を適切な制御を保証する、2つの機構が同定されている。
1つの機構は、転写可能なrDNA遺伝子は多数（数百個）のコピーに対し、特定の時期に転写される遺伝子の数を調節するものである。哺乳類では、活発なrDNA遺伝子の数は細胞種や分化のレベルによってさまざまである。一般的に、細胞の分化が進行するほど成長は遅くなり、そのためrRNAの合成と転写されるrDNA遺伝子の数は減少する。rRNAの合成が促進されたときには、SL1（selectivity factor 1）が不活性なrDNA遺伝子のプロモーターに結合し、Pol Iが結合する転写開始複合体（pre-initiation complex）を呼び寄せてrRNAの転写を開始する。
rRNAの転写の変化は、転写速度の変化によっても起こる。Pol Iの転写速度が上昇する正確な機構は未解明であるが、活発に転写されるrDNA遺伝子の数の変化がなくともrRNA合成が増減することが示されている。

## 転写サイクル
転写の過程には（どのRNAポリメラーゼによるものも）3つの主要な段階が存在する。
1. 開始: 転写因子の助けのもと、遺伝子のプロモーター部分にRNAポリメラーゼ複合体が形成される。
2. 伸長: 遺伝子の大部分が対応するRNA配列へ実際に転写される。
3. 終結: RNAの転写が休止し、RNAポリメラーゼ複合体が解体される。

### 開始
Pol Iはプロモーター領域にTATAボックスを必要としないが、代わりに転写開始点の上流−200から−107塩基に位置するupstream control element（UCE）と−45から+20塩基に位置するコアエレメントに依存する。
1. 二量体のupstream binding factor（UBF（英語版））がUCEとコアエレメントに結合する。
2. UBFが、TATA結合タンパク質（TBP）と3つのTBP結合因子（英語版）からなる、ヒトではSL1（マウスではTIF-IB）と呼ばれる複合体を呼び寄せて結合する[14][15]。
3. UBF二量体はHMGボックス（high-mobility-group box）をいくつか含んでおり、これらが転写開始点の上流領域にループ構造を作り出してUCEとコアエレメントを近接させる。
4. RRN3（英語版）/TIF-IAがリン酸化されてPol Iに結合する。
5. Pol IがRRN3/TIF-IAを介してUBF/SL1複合体と結合し、転写が開始される。

この過程は生物種によってさまざまであることに注意が必要である。

### 伸長
Pol Iのプロモーターエスケープとプロモータークリアランスが起こった後もUBFとSL1はプロモーターに結合したままであり、別のPol Iを呼び寄せることができる。実際、活発なrDNA遺伝子では同時に複数回の転写が起こっている。これはPol IIによって転写される遺伝子が1度に1つの複合体とだけ結合するのとは対照的である。In vitroでは伸長過程は妨げられることなく進行するが、細胞内ではヌクレオソームが存在することを考えると、細胞内でも同様に進行するかは明らかではない。Pol Iは、おそらくはクロマチンリモデリング活性の助けを借りながら、ヌクレオソームを迂回または破壊して通過し、転写を行うようである。加えて、UBFは抗リプレッサーとしてPol Iの伸長過程を促進している可能性がある。また、付加的因子であるTIF-ICは転写速度を全体的に促進しPol Iの一時停止を抑える。Pol IがrDNAに沿って進行するにつれて、複合体の前後にはスーパーコイルが形成される。これらは、Pol IIによる転写と同様に、トポイソメラーゼIまたはIIによって定期的にほどかれる。
伸長はDNA損傷を受けた地点で中断しやすい。Pol IIによって転写される遺伝子と同様に、転写と共役した修復が起こり、TFIIH、CSB、XPGなどいくつかのDNA修復タンパク質を必要とする。

### 終結
高等真核生物では、TTF-Iが転写領域の3'末端に結合して終結部位を屈曲させ、これによってPol Iを強制的に停止する。TTF-Iは転写産物解離因子PTRFとTリッチDNA配列の助けのもと、Pol Iの転写終結とDNA・新生転写産物からの解離を誘導する。rRNAの産生が高度に行われているときには、終結が律速段階であると考えられている。その後、TTF-IとPTRFは同じrDNA遺伝子からの転写の再開始を間接的に促進する。出芽酵母のような生物では、この過程はより複雑であるようであり、完全には解明されていない。

## 組換えホットスポット
組換えホットスポットとは、組換えが局所的に増加するDNA配列のことである。酵母のHOT1配列は、有糸分裂時の組換えホットスポットの最も良く研究されている例の1つである。HOT1配列にはPol Iによる転写のプロモーターが含まれる。Pol Iに欠陥がある酵母の変異株では、HOT1の組換え促進活性がみられなくなる。HOT1配列中のプロモーターに依存したPol I転写活性が、近傍での有糸分裂時の組換えのレベルを決定しているようである。